# Albertinho
Alberto Abraão Melo Magalhães (Belém, 6 de junho de 1980), mais conhecido como Albertinho, é um ex-futebolista brasileiro que atuava como atacante. Atualmente, treina o União Paraense. É o sétimo maior artilheiro do Paysandu no século XXI; chegou a ser o primeiro, sendo depois ultrapassado por quem encerrou posteriormente a ele a trajetória pelo clube. Foram 41 gols, 24 deles em 2001, no qual foi o goleador do time na temporada, das mais celebradas do "Papão": o time, além de obter um bicampeonato seguido no estadual, também conquistou o bicampeonato na segunda divisão brasileira daquele ano.
Dentre os gols que Albertinho marcou, um dos mais recordados envolveu simultaneamente os clássicos com Tuna Luso e com o Remo, em cujo estádio ele marcou sobre os tunantes, para então comemorar vestindo com sua camisa a estátua do Leão Azul que adorna o campo azulino; o lance ocorreu na campanha campeã nacional de 2001. Outro recordado foi na vitória de virada sobre o Palmeiras em outro título nacional, na Copa dos Campeões de 2002. Comentou em 2016 que "aonde vou o pessoal fala do gol no Palmeiras e dessa história da estátua. E ainda gera muitos comentários, principalmente nas redes sociais. Mas hoje não provoco mais, até porque tenho uma família e a gente não sabe o que passa na cabeça das pessoas".

## Carreira no Paysandu

### Início
Oriundo das divisões de base do Paysandu, Albertinho foi campeão pela primeira vez no campeonato estadual de 1997 da categoria juvenil, onde era um dos atacantes titulares do time treinado por Carlos Lucena. Estreou no time adulto no ano de 1999.
Apenas em 2001, porém, é que viria a ser titular; não chegou a disputar nenhum clássico Re-Pa no ano de 1999 e jogou uma única partida na campanha campeã do estadual de 2000 - na rodada final do segundo turno, em empate em 3–3 contra o São Raimundo em plena Curuzu na qual foi usada uma equipe reserva, com o Castanhal campeão daquela fase. em 2000, jogou duas vezes o Re-Pa, pela fase regular da Copa João Havelange (0–0) e em amistoso em dezembro (4–1, entrando no decorrer da partida) já após os dois clássicos mais proeminentes, válidos pela última vaga nos mata-matas nacionais.

### 2001

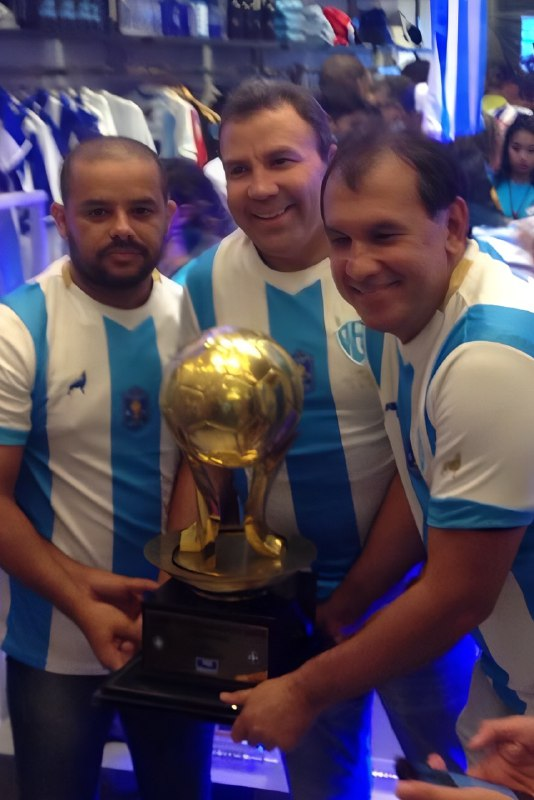
Erguendo em 2016 com Zé Augusto e Vandick a Copa dos Campeões de 2002.

No início de 2001, em fevereiro, Albertinho foi titular na conquista do amistoso torneio-relâmpago "Copa Mais TV", marcando dois gols na vitória por 5–2 sobre o Castanhal na semifinal e participando da goleada de 4–0 na final sobre o Remo em pleno estádio rival. Mas só veio a obter a titularidade após a venda o veterano Edil Highlander ao Náutico depois da derrota na final da Copa Norte de 2001 e ainda antes do estadual daquele ano. Albertinho então passou a acompanhar Zé Augusto no ataque titular.
No estadual, marcou no primeiro tanto nos dois clássicos, contra a Tuna Luso (5–2) e no Re-Pa, no empate em 1–1 que deu o título aos alviazuis. Albertinho voltou a marcar sobre o rival na rodada final do segundo turno, em que repetiu-se o empate em 1–1, este favorável aos azulinos, campeões da fase. Foi necessária assim uma finalíssima e Albertinho marcou pelo terceiro Re-Pa seguido: em pleno estádio remista, a vitória visitante por 4–0 se repetiu tal como na Copa Mais TV, com o atacante marcando dois gols na goleada. No jogo da volta, o 0–0 na Curuzu foi suficiente para o título ficar com o "Papão". Aquele título fez o "Papão" voltar a se igualar ao rival Remo como maior campeão estadual, com cada um somando 37 conquistas.
A seguir, veio a disputa da segunda divisão brasileira, inicialmente sem Zé Augusto, que havia se transferido ao futebol português. O torneio que iniciou a consagração de Vandick, que chegara ainda no estadual, onde tivera desempenho discreto; ele foi o artilheiro do elenco, com 14 gols. Já Albertinho, sua dupla, foi o vice-artilheiro, com 11 gols: os dois primeiros vieram já na quinta rodada, na vitória por 3–0 sobre o Sergipe. Albertinho então marcou nas duas seguintes, no empate em 1–1 em Recife com o Náutico e o último em novo triunfo no Re-Pa, por 3–1, após o rival ter descontado a desvantagem. A seguir, marcou em novo clássico, contra a Tuna (2–2), na oitava rodada, e na vitória por 2–0 sobre o Fortaleza na nona.
Na fase inicial do torneio, Albertinho voltou a marcar na 16ª rodada, no returno contra o Náutico, vencido por 2–0; na vigésima, na goleada de 4–1 sobre o América de Natal (ambos de pênalti); e na 21ª, no 2–0 no clássico com a Tuna. A comemoração tornou-se emblemática: a partida ocorreu no estádio do Remo e o atacante comemorou o lance retirando a camisa e colocando-a sobre a estátua do Leão Azul, para a euforia da torcida do "Papão". Foi em represália agredido pelo adversário Mário Bocão, expulso juntamente com outro tunante, Bironga.
O lance rendeu a Albertinho o apelido de "Domador de Leão"; porém, revoltou a torcida azulina, que no dia seguinte, antes de partida do Remo, chegou a usar até soda cáustica sobre a estátua; alguns exaltados também tentaram depredar o estádio do Paysandu, contidos por rápida ação da Polícia Militar. O jogador precisou inclusive usar escolta policial temporariamente. Ele revelaria que a comemoração foi proposta por de torcedores situados proximamente, no alambrado, em troca de incentivo financeiroA vitória sobre a Tuna classificou o Paysandu por antecipação à segunda fase.
Porém, após a polêmica, Albertinho ficou de fora dos cinco jogos seguintes, os dois últimos pela primeira fase, os dois do mata-mata contra o União São João e o primeiro do quadrangular final. Vandick passou a fazer dupla com Zé Augusto, que retorna de Portugal. Albertinho voltou a campo da segunda à quinta partidas, sempre vindo do banco de reservas. Marcou mais um gol, na antepenúltima rodada, abrindo a vitória por 3–0 sobre o Figueirense, em jogo que vinha complicado até então; a partida estava em 0–0 até o 30 minutos do segundo tempo. Apesar da perda de titularidade na reta final, ele terminou o ano como o maior artilheiro do clube na temporada, acumulando 24 gols.

### 2002
Em 2002, Albertinho foi inicialmente reserva na conquista da Copa Norte de Futebol de 2002, podendo marcar três gols em meio às quatorze partidas da campanha; dos seis Re-Pas do ano, todos no primeiro semestre pelo torneio regional e pelo estadual de 2002, só foi usado uma vez como titular.
No estadual, Albertinho não chegou a ser titular fixo, em rodízio promovido com Vandick, Zé Augusto e também Valdomiro, artilheiro da competição com 9 gols, mas pôde se destacar em novos clássicos com a Tuna: marcou na vitória de 2–0 no segundo turno e em ambas as finalíssimas, realizadas contra os cruzmaltinos - mesmo saindo do banco nas duas, marcou nas vitórias por 3–1 e 3–0. O título, invicto, fez o "Papão" isolar-se com maior campeão paraense.
O título da Copa Norte classificou os alviazuis a disputar a Copa dos Campeões de 2002. Albertinho entrou em todas as partidas da campanha, sendo titular absoluto na fase de grupos, na qual marcou o gol que empatou em 1–1 a estreia com o Corinthians. Destacou-se também na semifinal; substituiu Vandick, autor do gol de empate com Palmeiras, e terminou marcando o terceiro gol da vitória de virada por 3–1, assegurando o triunfo. Voltou a substituir Vandick nas duas finais. Na primeira delas, porém, terminou marcado por desperdiçar o pênalti que poderia ter empatado a partida, vencida pelo Cruzeiro por 2–1 em pleno Mangueirão. No jogo de volta, o atacante não esteve entre os três alviazuis que participaram da decisão por pênaltis.

### Final
Após o título, a classificar o Paysandu à Taça Libertadores da América de 2003, o ataque então corrente no clube começou dar lugar a reforços. No Brasileirão de 2002, em que o clube, em entressafra, brigou pela permanência na elite, Albertinho marcou um único gol, na vitória por 2–0 sobre o Vasco da Gama, em onze partidas realizadas.
Albertinho seguiu no Paysandu na condição de reserva. Participou esporadicamente da Taça Libertadores da América de 2003, sem marcar gols. No Brasileirão de 2003, foi usado em dez jogos, também sem marcar. Ainda assim, ao deixar o clube era seu maior artilheiro no século XX, totalizando 41 gols. À altura de 2018, é o sétimo, tendo sido ultrapassado pelo recordista Zé Augusto (90 entre 2001 e 2012), Robgol (82 entre 2003 e 2007), Yago Pikachu (62 a partir de 2012), Rafael Oliveira (57 entre 2007 e 2013), Balão (55 entre 2002 e 2009) e Jóbson (48 entre 2001 e 2006), todos com passagens encerradas após a saída de Albertinho, em 2003.

## Pós-Paysandu
Foi anunciado em janeiro de 2004 pelo Guarani, que procurava um substituto para Wagner, cedido ao Atlético Mineiro. Não se firmou, com a titularidade revezada entre Evandro Roncatto, Léo, Ricardo Lobo e o veterano Viola. Foi inscrito para o Brasileirão daquele ano, mas já não seguia na equipe de Campinas na ocasião do segundo turno.
Ainda no mês de abril de 2004, o procurador de Albertinho chegou a oferecê-lo ao Remo, mas a antiga polêmica de 2001 foi uma barreira: "em virtude de tudo aquilo que aconteceu com o Albertinho, acho que fica difícil pra ele mesmo e até o próprio torcedor não iria aceitá-lo", assumiu o treinador remista Agnaldo de Jesus. Em agosto, ainda sem clube, manifestou interesse em defender outro rival, a Tuna Luso, na disputa da terceira divisão brasileira daquele ano.
Albertinho terminou acertando em 2004 com o Caxias, seguindo na equipe gaúcha no ano seguinte. Contudo, à altura do início da segunda divisão brasileira de 2005 já não fazia parte do elenco treinado por Mano Menezes.
O atacante voltou ao Pará como jogador do Ananindeua, defendendo-o entre 2006 e 2007. Em 2006, a equipe, treinada por Charles Guerreiro, venceu o segundo turno do estadual daquele ano, mas sem que Albertinho fosse titular; ele não jogou as finalíssimas, perdidas para o Paysandu. No ano seguinte, a equipe foi vice-campeã do primeiro turno, derrotada pela Tuna. Albertinho, porém, seguia fora do ataque, de titularidade de Bruno Rangel.
Em 2008, Albertinho passou a defender a Tuna Luso, exatamente a adversária do jogo mais recordado do atacante. Teve um bom desempenho nos cruzmaltinos, marcando cinco gols em oito partidas no estadual daquele ano. O desempenho de Albertinho como tunante despertou sondagem para um retorno ao Paysandu. Inicialmente, porém, acertou com o Pinheirense, para a disputa da fase preliminar a fornecer vagas ao estadual de 2009, iniciada ainda em novembro de 2008.
Em 2009, Albertinho chegou ao Time Negra Carajás, espécie de equipe B do Paysandu, que em parceria usava a estrutura do Carajás. Chegou a marcar gol sobre o próprio Paysandu, no empate em 3–3 pelo estadual daquele ano.
Por fim, o atacante esteve de 2009 a 2014 no Independente. Nesse período a equipe de Tucuruí sagrou-se no estadual de 2011 a primeira campeã paraense vinda do interior do Estado. Albertinho, porém, só jogou uma partida da campanha - curiosamente, em derrota de 1–0 para a Tuna Luso.
Em 2015, sua volta ao Paysandu chegou a ser pedida pela torcida, em campanha gerada espontaneamente na internet. O jogador comentou que "Eu sinto uma enorme felicidade vendo os torcedores fazendo campanha para eu voltar. Me sinto bastante honrado com tudo isso. Estou sem clube, mas me mantenho em forma em uma academia. Eu me cuido e me resguardo. Agora, se há possibilidade, só o Paysandu pode dizer. Quero deixar claro que, em nenhum momento, pedi para que isso fosse feito. Fui pego de surpresa por uma página e fico muito grato a eles, que também motivaram o desejo de muitos". A contratação, porém, não foi efetivada e o jogador encerrou a carreira, iniciando outra, como auxiliar técnico.

## Títulos

### Paysandu
- Campeonato Paraense de Futebol Juvenil: 1997 [7]
- Campeonato Paraense de Futebol: 2000, 2001 e 2002 [1][4][40]
- Campeonato Brasileiro de Futebol - Série B: 2001 [1][4][6]
- Copa Norte de Futebol: 2002 [1][4][19]
- Copa dos Campeões: 2002 [1][4][22]

### Independente
- Campeonato Paraense de Futebol: 2011 [38]